# Claudia Neumann

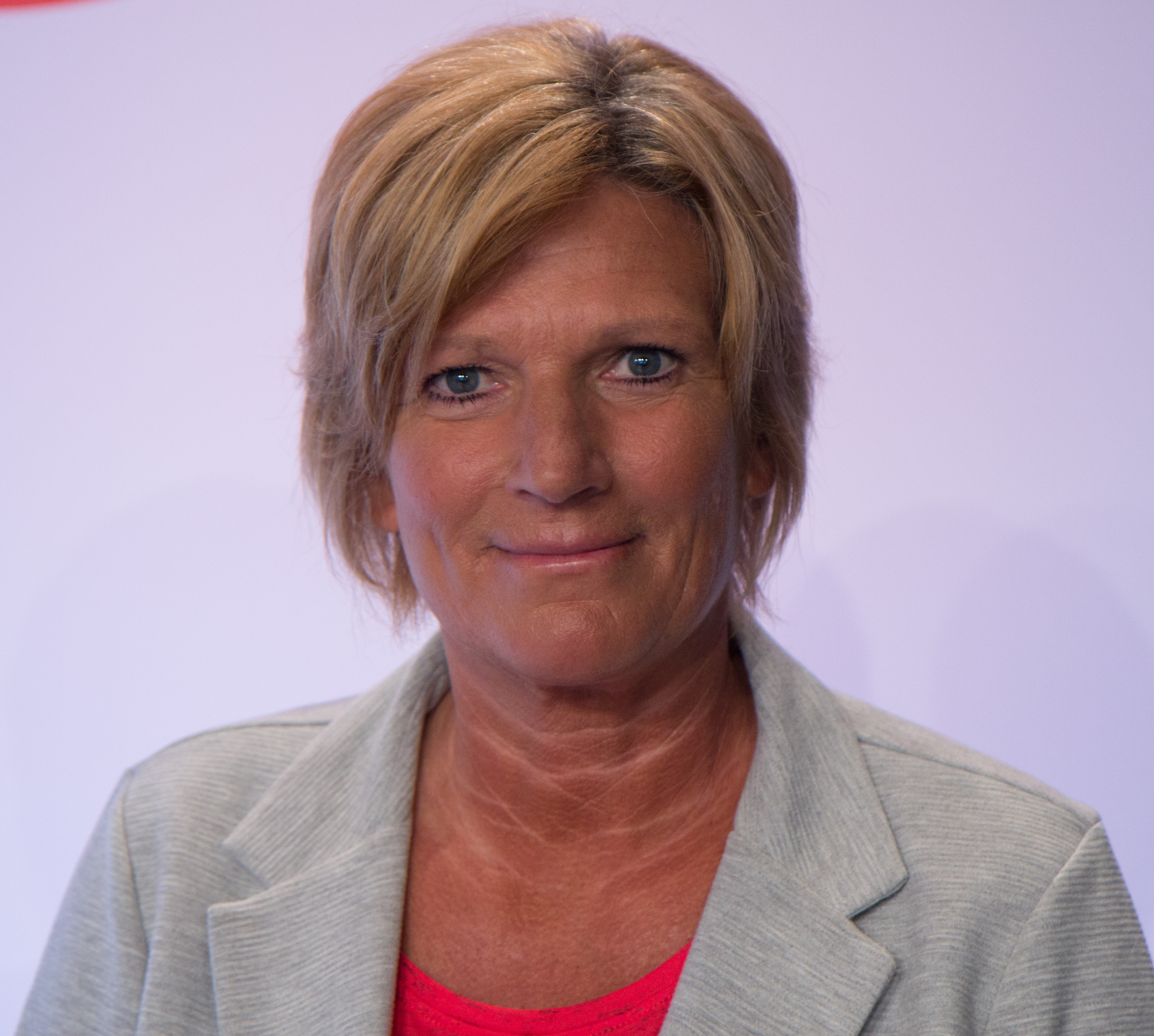
Claudia Neumann (2018)

Claudia Neumann (* 2. Februar 1964 in Düren) ist eine deutsche Sportreporterin.

## Leben
Nach dem Abitur 1984 und einem Auslandsaufenthalt studierte Neumann von 1986 bis 1992 in Bonn die Fächer Germanistik, Pädagogik und Sport. Seit 1999 arbeitet sie als Redakteurin und Reporterin in der ZDF-Hauptredaktion Sport, davor war sie bei SAT.1 und RTL. 2011 war sie bei der Frauen-Fußball-WM in Deutschland die erste WM-Kommentatorin im deutschen Fernsehen.
Bei der Fußball-Europameisterschaft 2016 in Frankreich wurde Neumann als erste Frau für den deutschen Live-Kommentar eines Männerturniers eingesetzt. Sie kommentierte für das ZDF die Begegnungen Wales – Slowakei am 11. Juni und Italien – Schweden am 17. Juni 2016. Neumann erhielt daraufhin in den sozialen Medien sexistische Kommentare, die eine weitreichende Debatte nach sich zogen.
Im August 2016 kommentierte Neumann einige Wettbewerbe der Olympischen Sommerspiele, darunter Fußball, Tischtennis, Beachvolleyball und Badminton, im Juni und Juli 2017 mehrere Spiele beim Konföderationen-Pokal. Zudem kommentierte sie für das ZDF als erste Frau eine Champions-League-Begegnung. Sie begleitete das Spiel Real Madrid gegen Paris Saint-Germain am 14. Februar 2018. Bei der Fußball-Weltmeisterschaft 2018 war Neumann mehrfach als Kommentatorin für das ZDF tätig.
2020 erschien ihr Buch Hat die überhaupt 'ne Erlaubnis, sich außerhalb der Küche aufzuhalten? Wie ich lernte, das Leben sportlich zu nehmen, in dem sie Hetze in sozialen Netzwerken und ihren eigenen Lebensweg als Sportjournalistin in einer Männerdomäne thematisiert.

Am 8. März 2021, dem Internationalen Frauentag, wurde Claudia Neumann mit dem Marie Juchacz-Frauenpreis geehrt. Bei der Preisverleihung in der rheinland-pfälzischen Staatskanzlei würdigte die damalige Ministerpräsidentin Malu Dreyer Neumann als Pionierin der Sportberichterstattung, Vorbild und Mutmacherin mit den Worten: 

„Marie Juchacz gab sich nicht damit zufrieden, dass Frauen sich um die kleinen Frauenthemen kümmern dürfen und Männer als Experten für den großen Rest zuständig bleiben. Ihr Anspruch ist bis heute nicht selbstverständlich, das zeigen die Erfahrungen von Claudia Neumann. Ihr wurden Kompetenz und Fachwissen abgesprochen, weil sie eine Frau ist… Als Pionierin steht Claudia Neumann für einen Aufbruch in der Sportberichterstattung. Sie hat sich damit große Verdienste um die Gleichstellung von Männern und Frauen erworben.“

Am 10. Juni 2023 moderierte Neumann erstmals im deutschen Fernsehen ein Champions-League-Finale der Männer. Erneut gab es im Anschluss viele Hasskommentare und Beleidigungen in den sozialen Medien. ZDF-Sportchef Yorck Polus wies die Vorwürfe als haltlos zurück und stellte sich hinter Neumann und ihre Leistungen.

## Veröffentlichung
- Hat die überhaupt ne Erlaubnis, sich außerhalb der Küche aufzuhalten? Wie ich lernte, das Leben sportlich zu nehmen. Harper Collins, Hamburg 2020, ISBN 978-3-95967-367-9.